# 天津丽思卡尔顿酒店
天津丽思卡尔顿酒店，位于天津市和平区大沽北路167号，于2013年10月18日正式开业。天津丽思卡尔顿酒店地处天津小白楼地区天津英式风情区核心区域，即原天津英租界内戈登堂的位置，仅小部分残存的戈登堂旧址被镶嵌在酒店建筑一侧，因而酒店建筑常被不专业的媒体误认为是戈登堂建筑本身。

## 历史
天津市泰安道五大院项目开发的过程中，将第四号院定位为酒店及公寓。2009年，开始对酒店建筑方案进行设计。2013年，酒店建筑竣工，同年10月18日，天津丽思卡尔顿酒店正式开业。2023年12月14日，天津丽思卡尔顿酒店物业产权在拍卖过程中被未透露信息的买家H5219拍得，酒店物业产权易主。

## 建筑
天津丽思卡尔顿酒店建筑主体是天房集团开发的泰安道五大院项目中的四号院，由天津市城市规划设计研究总院的建筑师赵春水主持建筑设计。法国Pierre-Yves Rochon设计公司负责室内设计，日本Strickland设计公司负责餐厅及酒吧设计。
在建筑设计时，天津丽思卡尔顿建筑主体将戈登堂的消防局配楼遗址进行了保留，使酒店建筑进行了部分收敛将遗址嵌入了建筑地块成为一体。

## 业主债务问题

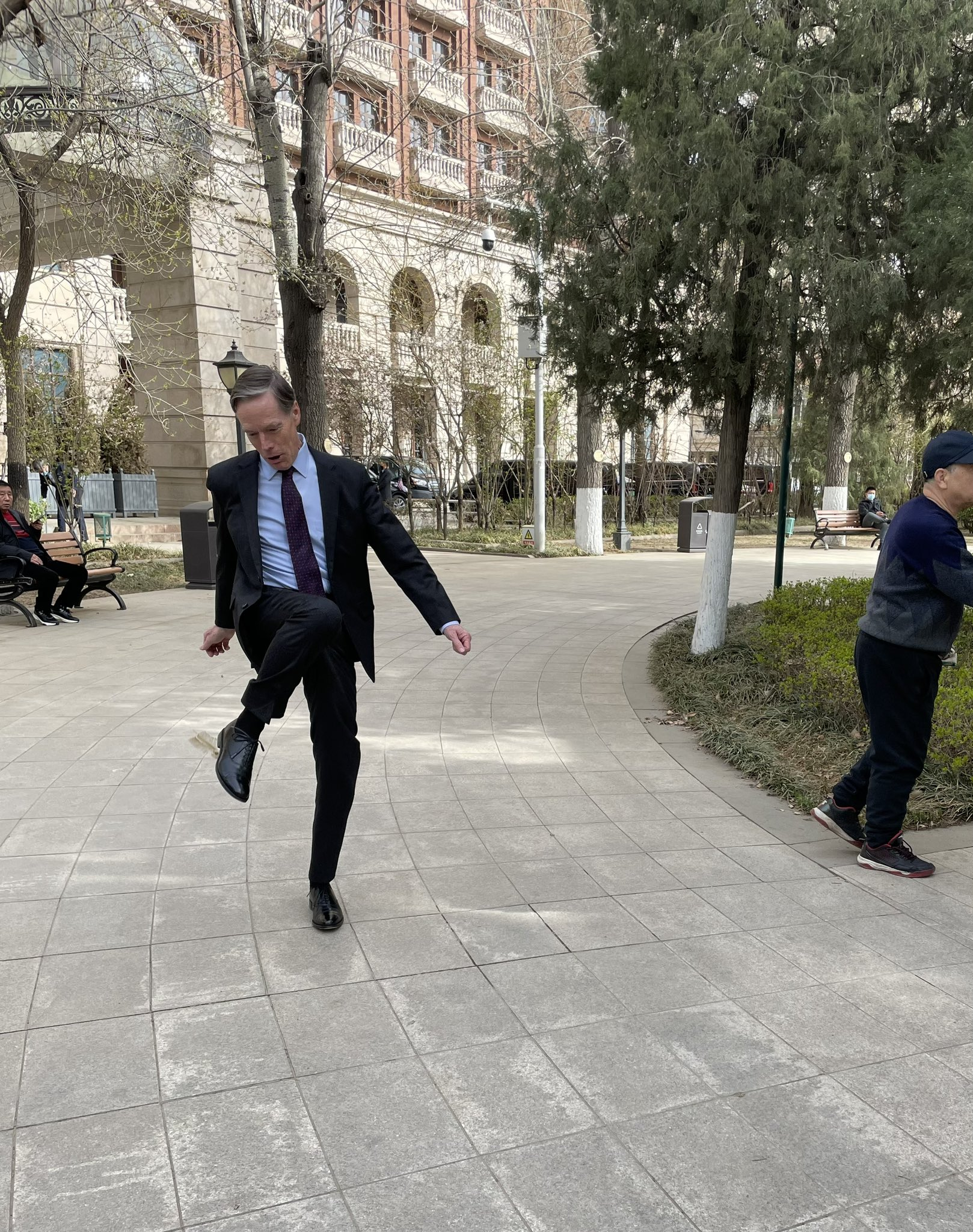
2023年美国驻华大使尼古拉斯·伯恩斯在天津丽思卡尔顿酒店门前踢毽子

天津丽思卡尔顿酒店是天津房地产集团有限公司旗下资产，由天津天房酒店管理有限公司丽思卡尔顿分公司负责运营。由于天房集团陷入债务困境，其子公司天房商业(天津)有限公司、天津天房建设工程有限公司、天津市房信建材科技有限公司向商业银行贷款以天津丽思卡尔顿酒店房产产权进行抵押，到期未能偿还贷款。因此，天津丽思卡尔顿酒店的产权被专职处理银行不良资产的中国信达天津分公司进行处置。但天津丽思卡尔顿酒店正常经营，不受业务债务问题影响。

## 周边
天津丽思卡尔顿酒店坐落于戈登堂旧址，毗邻解放北园，周边有天津利顺德大饭店，以及原开滦矿务局大楼等。